# Maďarská literatura
Maďarská literatura je literatura psaná příslušníky maďarského etnika a jiných etnik vytvořená převážně na území Maďarska. Je psána maďarsky, v počátcích také latinsky.

## Historie

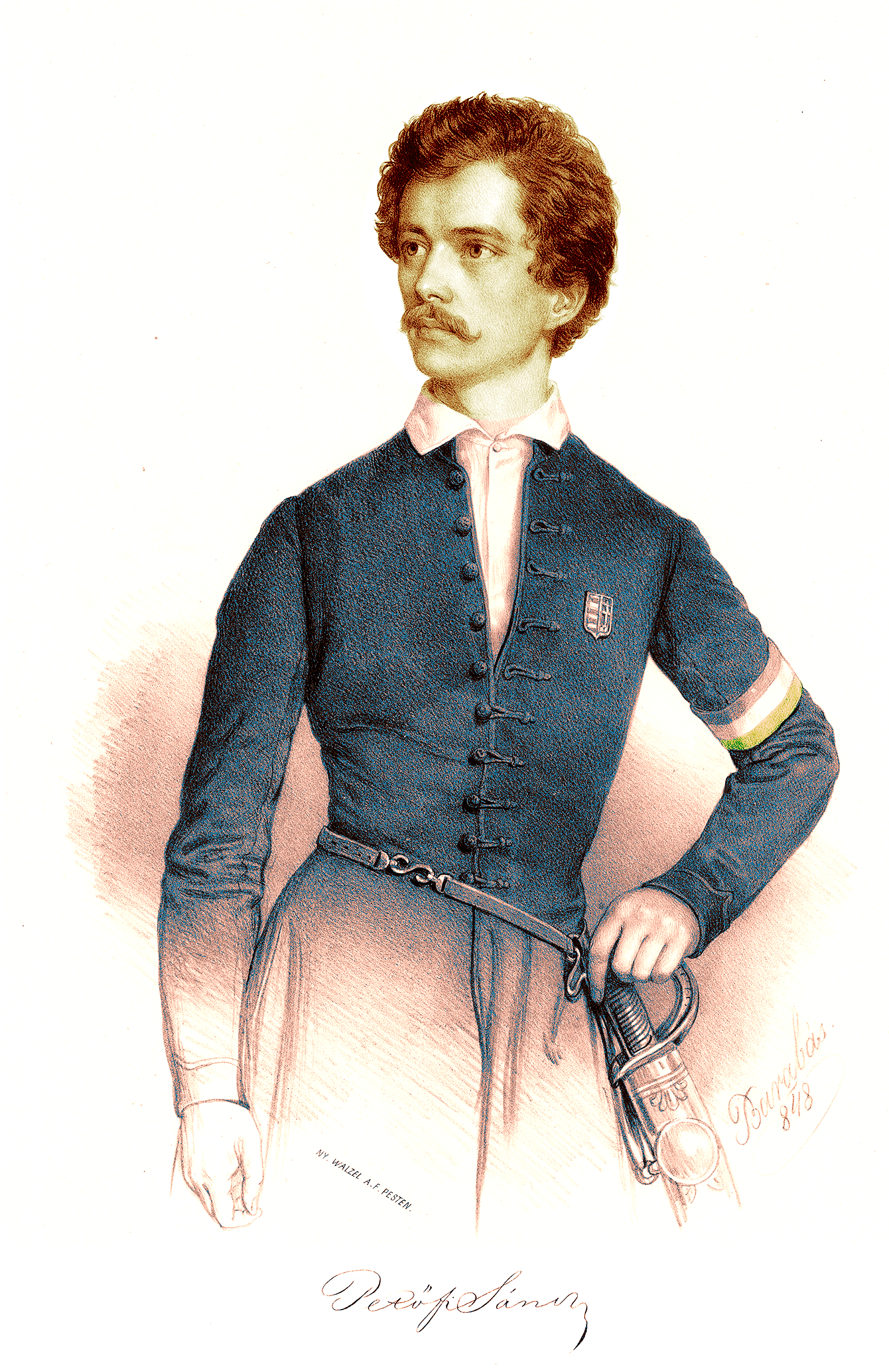
Sándor Petőfi

Počátek maďarské literatury se datuje na začátek 11. století. První díla byla psaná latinsky, např. Legenda o svatých Zoerardovi a Benediktovi (1060), Legenda o svatém Štěpánovi (1096). Z doby kolem roku 1200 pochází kronika Gesta Hungarorum. Budínská kronika z roku 1473, taktéž psaná latinsky, je první tištěnou knihou v Uhrách. První věta v maďarštině je známá ze zakládací listiny tihanyského opatství z roku 1055. Z doby kolem roku 1200 pochází Pohřební řeč a modlitba, první souvislejší literární text v maďarštině. První kniha v maďarštině je Jókaiho kodex z doby kolem roku 1380.
Na dvoře Matyáše Korvína působili humanisté Janus Pannonius a Antonio Bonfini, jenž sepsal významné historiografické dílo Rerum Ungaricarum decades (1497). Po roce 1526 se už více rozvíjela literatura v maďarštině, hlavní díla byla biblická: Epištoly svatého Pavla z roku 1533 jsou první tištěnou maďarskou knihou, první úplný překlad Nového zákona byl vydán v roce 1541, v roce 1627 vyšla Bible katolická.
První velká originální díla v maďarštině sepsal na konci 16. století Valentín Balaša, jenž založil maďarskou milostnou lyriku, Sebestyén Lantos Tinódi, který napsal veršovanou kroniku, v níž zaznamenal boje s Osmany, nebo Mikuláš Zrinský, který roku 1647 napsal první epickou báseň v maďarštině nazvanou Szigeti veszedelem, v níž oslavuje hrdinství svého předka Mikuláše Šubiče Zrinského.
Základy moderního maďarského dramatu v 18. století položil György Bessenyei, na počátku 19. století na něj navázal zejména József Katona (historické drama Bánk bán). Básnickou osobností počátku 19. století byl Ferenc Kölcsey, autor textu současné maďarské hymny, jež je de facto jeho básní Himnusz z roku 1823. V polovině století vystoupala hvězda básníka Sándora Petőfiho. Stal se i symbolem politickým, jako hlas revoluce roku 1848. K dalším podporovatelům revoluce patřili básníci János Arany a Mihály Vörösmarty či prozaik Mór Jókai. Na pád revoluce reagoval skepticky Imre Madách svou známou básní Tragédie člověka.
Začátek 20. století přinesl spoustu nových úspěšných autorů: v poezii to byl zejména Endre Ady, průkopník modernismu, v próze Géza Gárdonyi, Zsigmond Móricz nebo Kálmán Mikszáth, který se proslavil románem Černé město. I po světových válkách maďarská literatura plodila další osobnosti: Attila József, Mihály Babits, Sándor Márai, Frigyes Karinthy, Antal Szerb, Dezső Kosztolányi, George Tabori, Magda Szabóová či György Konrád. K výrazným zástupcům poválečné básnické scény by patřili Tibor Déry, János Pilinszky, Miklós Radnóti, či Sándor Weöres. Úspěch na divadelních prknech slavil prozaik a dramatik István Örkény, a to zejména se svou tragikomedií Kočičí hra a groteskou Rodina Tóthů.
Ze spisovatelů tvořících na konci 20. a počátku 21. století jsou patrně nejvýznamnější jediný maďarský laureát Nobelovy ceny za literaturu Imre Kertész (1929–2016), dále pak Péter Nádas (*1942) či Péter Esterházy (1950–2016). Světového uznání se dočkala také díla Lászlóa Krasznahorkaie (*1954), držitele Mezinárodní Man Bookerovy ceny (2015), který se proslavil taktéž svou spoluprací s filmovým režisérem Bélou Tarrem.
K předním básníkům přelomu 20. a 21. století patří Zsuzsa Takácsová (*1938), Zsuzsa Rakovszká (*1950), Szilárd Borbély (1963–2014) či Krisztina Tóthová (*1967).